# Ophthalmolabus togoensis
Ophthalmolabus togoensis es una especie de coleóptero de la familia Attelabidae.

## Distribución geográfica
Habita en Togo, Camerún, Ghana y Guinea.